# Estheria
Estheria – rodzaj muchówek z rodziny rączycowatych (Tachinidae).

## Wybrane gatunki
- E. flavipennis Herting, 1968
- E. maculipennia Herting, 1968
- E. magna (Baranov, 1935)
- E. pallicornis (Loew, 1873)